# Göltzschtalbrücke
Göltzschtalbrücke er en jernbanebro beliggende i Vogtlandkreis in Sachsen, Tyskland, som krydser floden Göltzsch.
Broen blev opført i perioden 1846–1851, er 574 meter lang, og er den største murstensbro i verden, opbygget af 26 millioner mursten.
Anno 2010 er broen en del af Dresden–Plauen jernbanelinje, og den nærmeste stationer ligger i Netzschkau och Reichenbach im Vogtland.